# Maggi
Maggi — международный бренд приправ, супов быстрого приготовления и лапши, возникший в Швейцарии в конце XIX века. Компания Maggi была приобретена Nestlé в 1947 году.

## История происхождения
В 1882 году на собрании швейцарской общественной благотворительной организации доктор Фридолин Шулер докладывал о результатах анализа заболеваемости среди рабочих. Одной из основных проблем доктор считал недостаток в пище белковых соединений. По его мнению, недостающие животные белки можно было заменить дешёвыми растительными. Эта идея заинтересовала предпринимателя Юлиуса Магги, владевшего на тот момент компанией Julius Maggi & Cie, которая объединяла мельницы в Кемпталле, Цюрихе и Шаффхаузене.
19 ноября 1884 года продукт, разработанный компанией Julius Maggi & Cie и группой учёных во главе с доктором Шулером, был одобрен общественной организацией.
В 1885 году компания Julius Maggi & Cie вывела на рынок девять продуктов на основе легуминозной муки (муки из бобовых растений), а в 1886 году появились первые готовые сухие супы Maggi.
Снабжала все стороны во время Первой мировой войны. Продукты использовали для снабжения в лагерях Русской армии Врангеля в Турции. Сатирическое стихотворение очевидца, полковника Б. Жирова:
Эти бывшие все люди,
Позабыв о вкусном блюде,
Портя кровь и портя нервы,
С отвращеньем жрут консервы
Иль глотают магги-суп.
Взор бессмыслен, дик и туп...
Во время Второй мировой войны компания изготавливала консервированные супы для вермахта.